# ناحیه دنور، شهرستان نیوایگو، میشیگان
ناحیه دنور (به انگلیسی: Denver Township) یک منطقهٔ مسکونی در ایالات متحده آمریکا است که در شهرستان نیویگو، میشیگان واقع شده‌است.
 ناحیه دنور ۹۲٫۷ کیلومتر مربع مساحت و ۱٬۹۷۱ نفر جمعیت دارد و ۲۳۹ متر بالاتر از سطح دریا واقع شده‌است.